# 486. pehotni polk (Wehrmacht)
Za druge 486. polke glejte 486. polk.
486. pehotni polk (izvirno nemško Infanterie-Regiment 486) je bil eden izmed pehotnih polkov v sestavi redne nemške kopenske vojske med drugo svetovno vojno.

## Zgodovina
Polk je bil ustanovljen 26. avgusta 1939 kot polk 4. vala v WK XVII iz nadomestnih bataljonov: I. (nadomestnega) 130. in I. ter II. (nadomestnega) 133. pehotnega polka; polk je bil dodeljen 262. pehotni diviziji. 
1. oktobra 1940 je bil III. bataljon izvzet iz sestave in dodeljen 448. pehotnemu polku; bataljon je bil nadomeščen.
15. oktobra 1942 je bil polk preimenovan v 486. grenadirski polk.